# Larger Than Life
Larger Than Life är det andra studioalbumet av den amerikanska sångaren Jody Watley, utgivet av MCA Records den 27 mars 1989.

## Utgivning och marknadsföring
Larger Than Life marknadsfördes som Watleys första där hon fokuserade på ballader, ett steg bort från danspopen som gjorde henne känd under 1970- och 80-talet. Efter albumutgivningen ändrade hon även sin image genom att klippa av sitt långa hårsvall och istället visa upp en kortklippt frisyr för att ytterligare urskilja sig från andra samtida danspop- och R&B-sångerskor. För att marknadsföra Larger Than Life begav sig Watley ut på sin första nationella konsertturné. Den pågick under åtta veckor och alla biljetter sålde slut i förväg.

### Singlar
"Real Love" gavs ut som albumets huvudsingel under första kvartalet av 1989. Enligt Christopher G. Feldman i boken The Billboard Book of No. 2 Singles klättrade låten snabbt uppför topplistorna i USA. Den nådde slutligen andraplatsen på den prestigefyllda singellistan Billboard Hot 100 och upprepade därmed samma bedrift som Watley hade på debutalbumet när huvudsingeln nådde andraplatsen på singellistan i maj 1987. "Real Love" intog förstaplatsen på amerikanska R&B-topplistan Hot Black Singles och blev därmed hennes andra listetta i karriären.
Nästkommande två singelutgivningar från albumet var "Friends" och "Everything" vilka visade Watleys mångsidighet som underhållare. Den förstnämnda låten var ett av de första samarbetena mellan en R&B-sångare och rappare i musikhistorien och ett banbrytande singelutgivning enligt Billboard. Låten blev en ytterligare topp-tio hit på poplistan där den nådde niondeplatsen. "Everything" blev Watleys första ballad att ges ut som en musiksingel. Låten blev den näst-största framgången från Larger Than Life och nådde fjärdeplatsen på poplistan och tredjeplatsen på Hot Black Singles.

## Mottagande

### Kritikers respons
Ron Wynn från Allmusic beskrev Larger Than Life som ett "stabilt" andra studioalbum och gav det betyget fyra och en halv av fem stjärnor. Wynn skrev: "Tunnheten i sångrösten och mängden förutsägbara beats må ha varit en indikation på problem vid horisonten, Watley tog därför lättat emot guldcertifieringen av albumet." Scott Goldfine från webbplatsen Funk 'n Stuff gav albumet betyget B och skrev: "För att täcka upp för Watleys tunna röst levererar hon och producenten/vännen Andre Cymone massvis med attityd och dansanta rytmer, särskilt på 'What'cha Gonna Do for Me' och 'Lifestyle'. Med nästan sextio minuter av musik att välja mellan så kommer fans säkerligen inte bli besvikna."

## Försäljning
I USA mottog Larger Than Life guldcertifikat av Recording Industry Association of America (RIAA) en månad efter utgivningen. Albumet såldes i över en miljon exemplar och mottog ett platinacertifikat av RIAA i september samma år. Internationellt såldes albumet i fyra miljoner exemplar fram till 2013. Enligt Popdose undvek Watley "one-hit wonder-titeln" med Larger Than Life och albumet hade istället framgångar som befäste hennes status som en ikon inom "pop/soul".

## Låtlista
Information hämtad från Discogs. Alla spår skrevs av André Cymone och Jody Watley om inte annat anges.
| 1.  | "Real Love"                           |                                       | André Cymone    | 4:23 |
| 2.  | "Friends" (featuring Eric B. & Rakim) | Cymone Watley Eric. B William Griffin | Cymone          | 4:30 |
| 3.  | "Everything"                          | Gardner Cole James Newton Howard      | Cymone          | 4:15 |
| 4.  | "What'cha Gonna Do for Me"            |                                       | Cymone          | 4:11 |
| 5.  | "L.O.V.E.R."                          |                                       | Cymone          | 4:49 |
| 6.  | "For Love's Sake"                     |                                       | Cymone          | 4:26 |
| 7.  | "Lifestyle"                           |                                       | Cymone          | 4:14 |
| 8.  | "Precious Love"                       |                                       | Cymone          | 4:45 |
| 9.  | "Something New"                       | Cymone Watley Franne Golde            | Cymone          | 4:20 |
| 10. | "Once You Leave"                      |                                       | Cymone          | 4:01 |
| 11. | "Come into My Life"                   |                                       | Cymone          | 4:31 |
| 12. | "Only You"                            |                                       | Cymone          | 3:53 |
| 13. | "Real Love" (Extended Version)        |                                       | Louil Silas Jr. | 7:40 |

## Topplistor
| Lista (1989)                     | Högsta position |
| -------------------------------- | --------------- |
| Sydafrika (RISA)                 | 9               |
| USA Billboard 200                | 16              |
| USA Top Black Albums (Billboard) | 5               |

| Lista (1989)                     | Högsta position |
| -------------------------------- | --------------- |
| USA Top Black Albums (Billboard) | 22              |

## Certifikat och försäljning
| Kanada (Music Canada)                                                          | Guld    | 40 000 ^    |
| Sydafrika (RISA)                                                               | Platina | 50 000 ^    |
| USA (RIAA)                                                                     | Platina | 1 000 000 × |
| Internationellt                                                                | —       | 4 000 000 × |
| ^ avser siffror baserade på certifikat × avser siffror baserade på försäljning |         |             |